# Universität

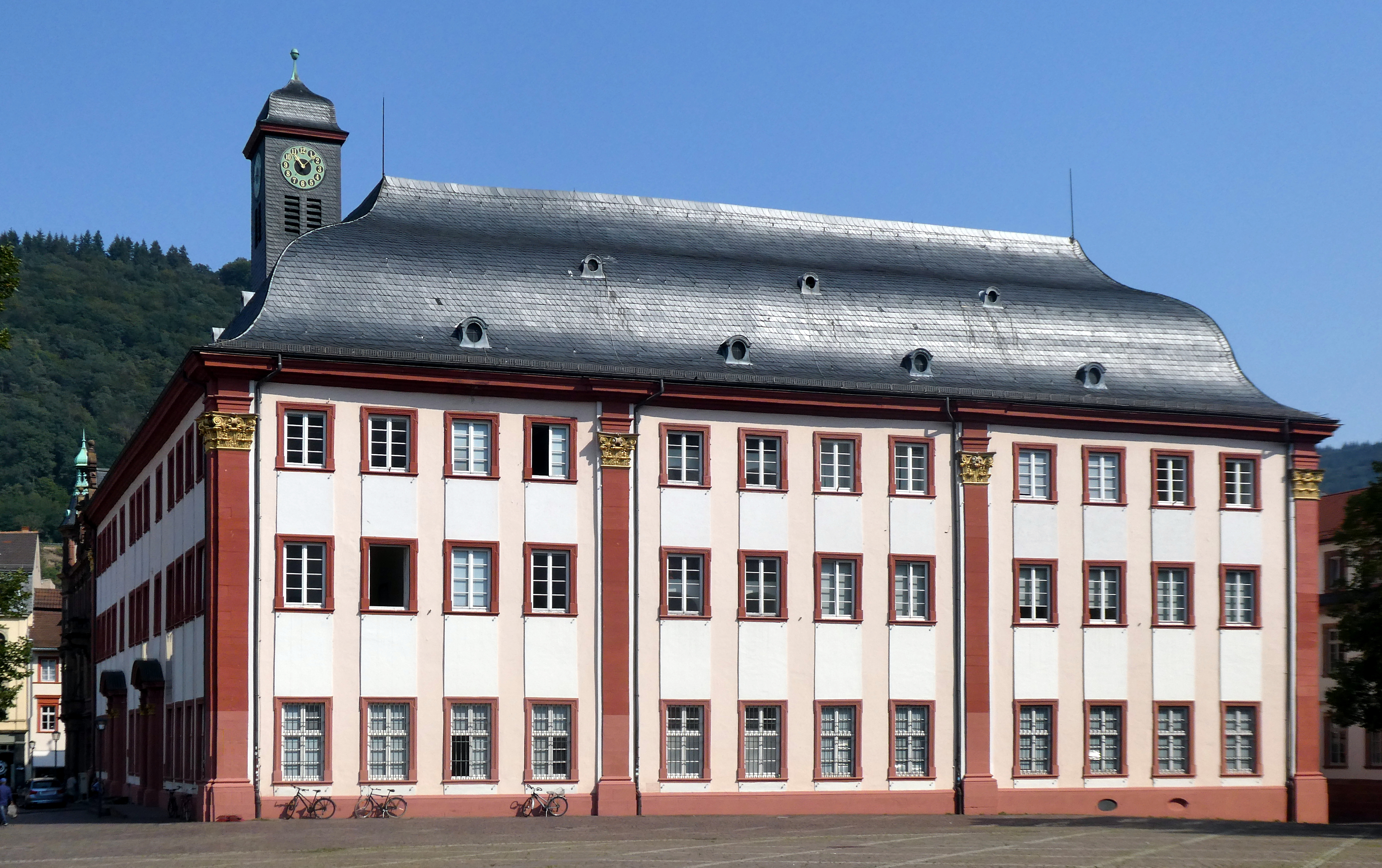
Die Universität Heidelberg ist Deutschlands älteste Hochschule und zählt zu den renommierten in Europa

Universitäten (vom lateinischen universitas magistrorum et scolarium, „Gemeinschaft der Lehrer und Schüler“, später im Sinne Humboldts für universitas litterarum, „Gesamtheit der Wissenschaften“) sind Hochschulen mit Promotionsrecht, die der Pflege und Entwicklung der Wissenschaften durch Forschung, Lehre und Studium dienen, aber ihren Studenten auch praxisorientiert Berufsqualifikationen vermitteln sollen.
Als älteste Universität der Welt im modernen Sinne wird gemeinhin die Universität Bologna (1088) in Italien genannt; ein Prototyp war die Schule von Salerno. Die University of Oxford (belegt seit 1096)  ist die älteste englische Universität. Als erste Hochschule Frankreichs gilt seit 1150 die Universität von Paris. Erst im Jahr 1348 wurde die Universität Prag in Böhmen gegründet, die als die älteste Universität deutscher Sprache gilt. Die Universität Wien begann 1365 als die älteste Österreichs; wohingegen die Universität Heidelberg (1386) die älteste Deutschlands und die Universität Basel (1460) die älteste der Schweiz ist. Die Universität Harvard (1636) ist die älteste in den Vereinigten Staaten.

## Begriff

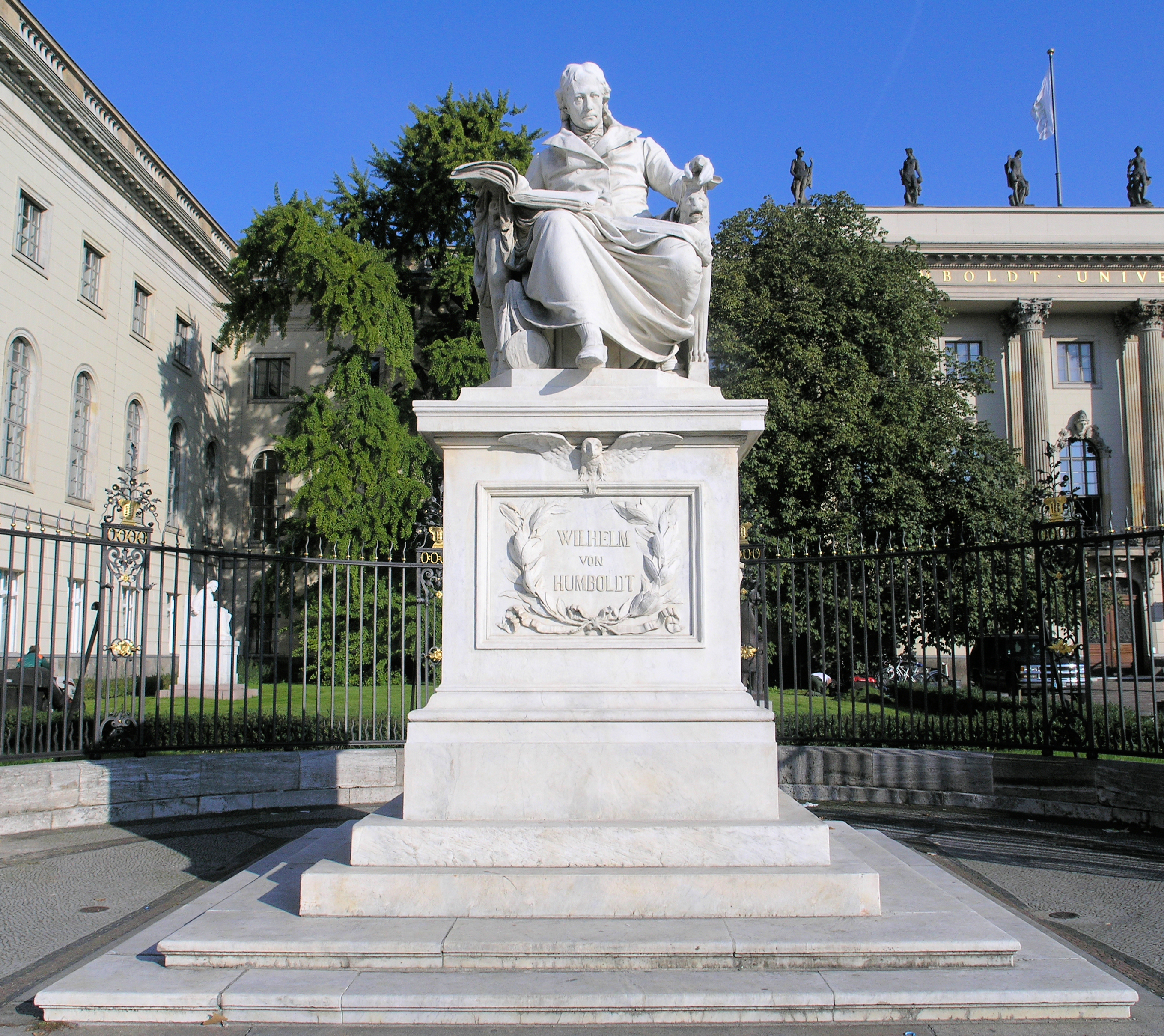
Denkmal Wilhelm von Humboldts vor der Humboldt-Universität zu Berlin

Die Bezeichnung Universität (von lateinisch universitas ‚Gesamtheit‘) charakterisiert begrifflich im Wissenschaftsbereich ganz allgemein eine umfassende Bildungseinrichtung. An den damals neu gegründeten Institutionen von Bologna (gegründet 1088), Paris (gegründet um 1150) oder Oxford (gegründet im 12. Jahrhundert) studierte man im heutigen Sinne ein Studium generale. Es handelte sich um eine noch überschaubare Anzahl wissenschaftlicher Disziplinen (septem artes liberales ‚Sieben Freie Künste‘, ergänzt durch Theologie, Jurisprudenz und Medizin). Die Gesamtheit dieser Wissenschaften fasste man später unter der Bezeichnung universitas litterarum (‚Gesamtheit der Wissenschaften‘). 
Vor allem durch Wilhelm von Humboldt, der die Einheit von Lehre und Forschung zum Grundprinzip universitärer Arbeit erhob, wurde dieser Begriff für die moderne Universität prägend. Daneben trat das ursprüngliche Verständnis von universitas, das aus den korporativen Organisationsformen mittelalterlicher Lehr- und Lerngemeinschaften (universitas magistrorum et scholarium ‚Gemeinschaft der Lehrenden und Lernenden‘) im Bereich bedeutender kirchlicher Bildungszentren erwachsen war, etwas in den Hintergrund. Es lebt aber im Begriff der Autonomie der Hochschulen weiter.
Mit der zunehmenden Ausdifferenzierung und Vermehrung der Wissenschaftsgebiete hat sich die an das Studium generale anknüpfende Begriffsfüllung überlebt, da heute keine einzelne Institution mehr die Gesamtheit der Wissenschaften vertreten kann. Insofern ist der Begriff Universität nur noch für die Gesamtheit sämtlicher, größtenteils spezialisierter, Hochschulen sinnvoll verwendbar. Die auf die akademische Gemeinschaft ausgerichtete Begriffsfüllung hat ebenfalls ihren ursprünglichen Anwendungsort verloren und ihren Sinn erweitert, da diese Bedeutung für alle Hochschulen, also beispielsweise auch für die Fachhochschulen, zutrifft.

## Geschichte

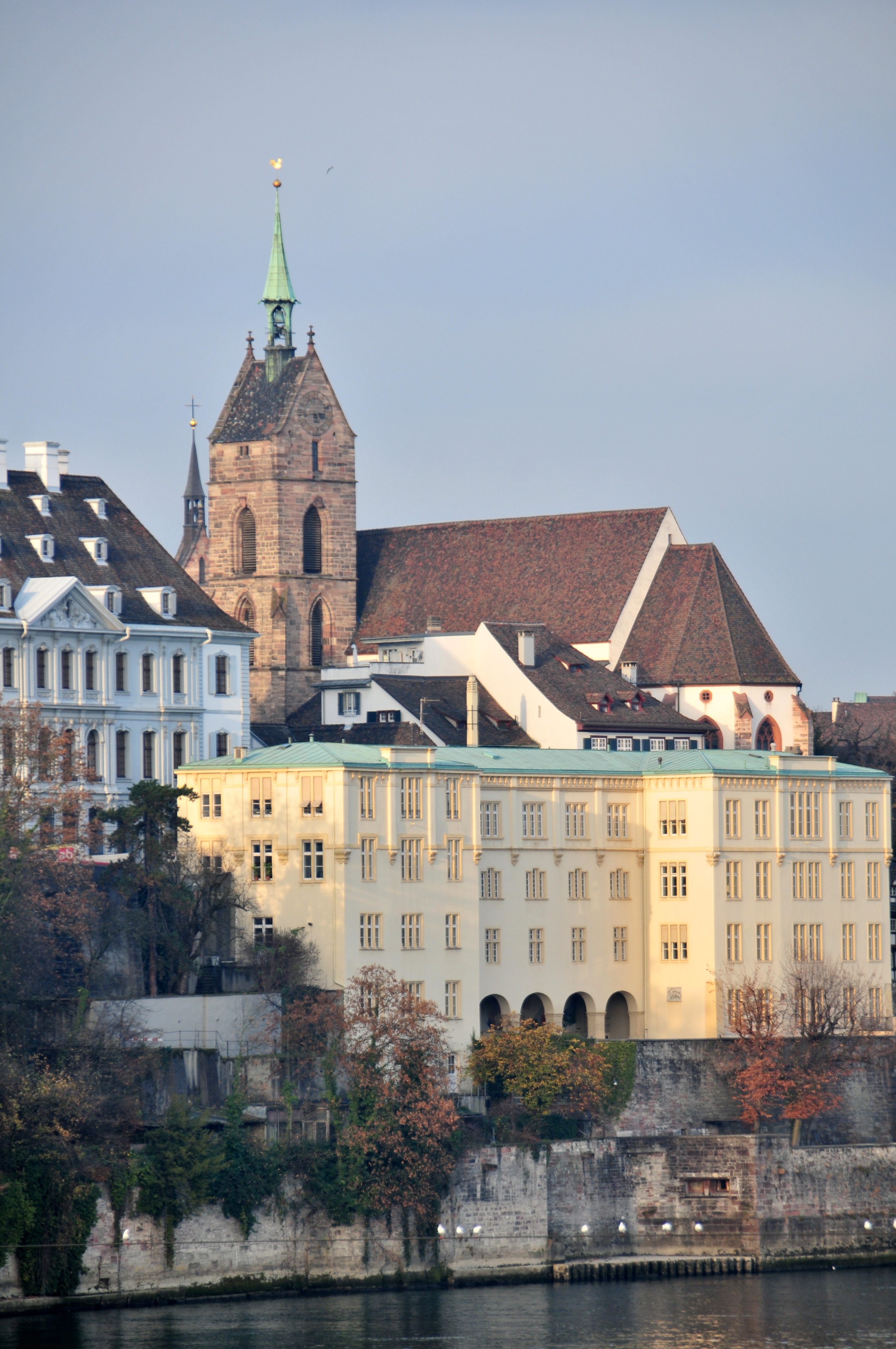
Die Universität Basel (1460) als eine der Geburtsstätten des europäischen Humanismus

Die aus dem christlichen Bildungswesen und -gedanken des mittelalterlichen Westeuropas entstandene Universität gilt als eine klassisch europäische Schöpfung. Die Ursprünge liegen in den Kloster- und Domschulen, welche bis ins 6. Jahrhundert zurückreichen. Die frühesten wichtigen Universitätsgründungen erfolgten vom 12. bis 14. Jahrhundert. Im Laufe der Zeit haben sich sowohl die Struktur als auch die Fachbereiche der Universitäten erweitert und verändert. Der Grundgedanke der Bildung blieb jedoch erhalten. 
Infolge des anhaltenden wirtschaftlichen Nachkriegsaufschwungs und der Bildungsreformen wurden ab den 1960er und 1970er Jahren in Deutschland zahlreiche neue Universitäten gegründet, größtenteils durch Ausbau der vorhandenen Pädagogischen Hochschulen.

## Charakteristika und Aufgaben

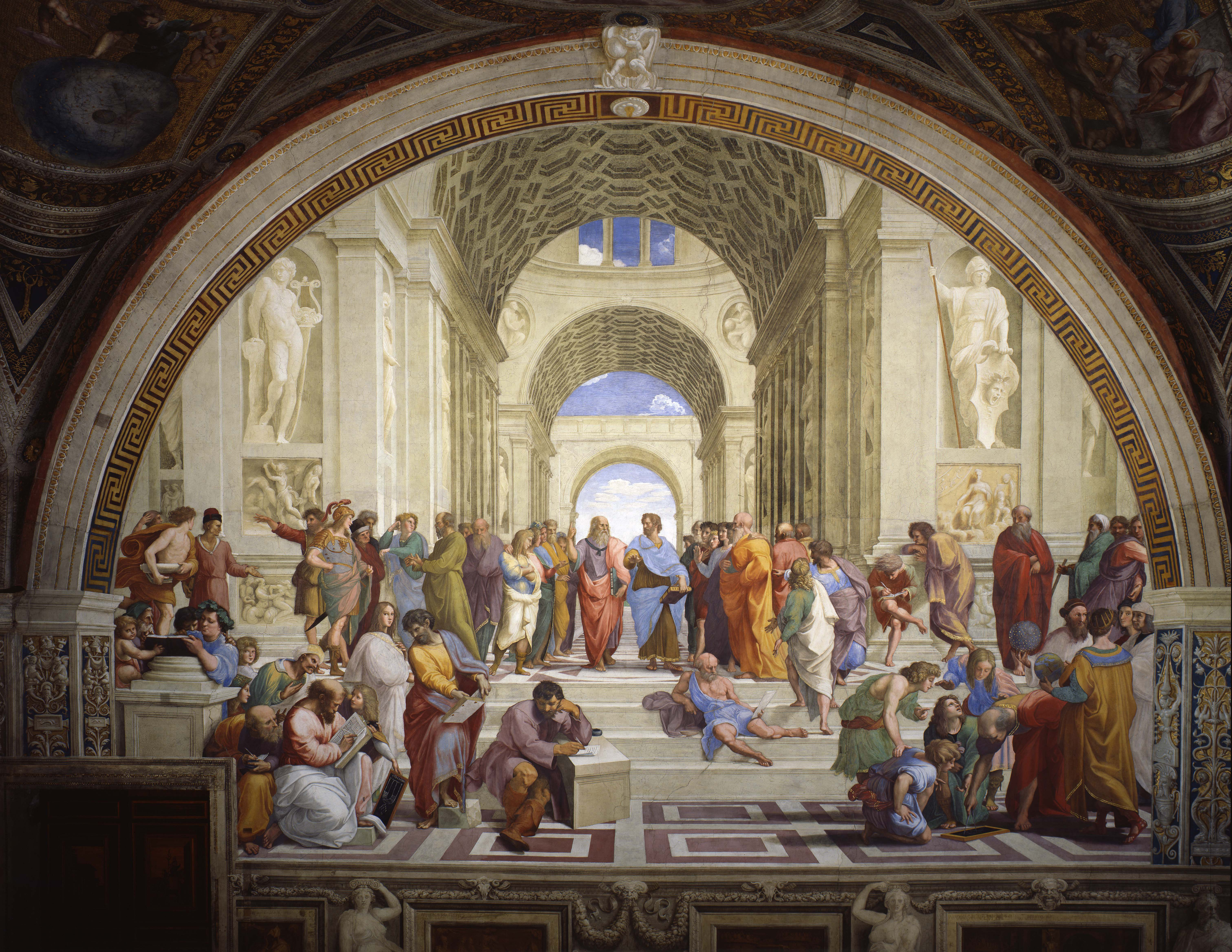
Die Schule von Athen, Raphael Santi, 1510/1511, Stanzen des Vatikans, Rom

Prägend für den Begriff der Universität sind seit dem europäischen Mittelalter die Gemeinschaft von Lehrenden und Lernenden (universitas magistrorum et scholarium), das Recht zur Selbstverwaltung mit der Möglichkeit der eigenständigen Erstellung und Ausführung von Studienplänen und Forschungsvorhaben (Akademische Freiheit) sowie das Privileg der Verleihung öffentlich anerkannter akademischer Grade (zum Beispiel Diplom oder Doktorgrad).
Wesentlich ist auch, dass die Studenten ihren eigenen Stundenplan zusammenstellen und dieser nicht wie bei einer Schule oder Fachhochschule vorgegeben wird.
Die Universitäten im deutschen Sprachraum bieten Ausbildungsgänge nach der International Standard Classification of Education (ISCED), dem UNESCO-System zur Klassifizierung von Ausbildungssystemen, in den Leveln 5 und 6. Sie gehören zum tertiären Bildungsbereich.
Die ersten Universitäten in Europa entstanden im hohen Mittelalter. Mit dem Aufkommen der Universitäten wurde das Lehr- und Wissensmonopol der Klöster durchbrochen. Dennoch wurde die universitäre Lehre vor allem in Mittel- und Nordeuropa noch bis über den Beginn der Neuzeit hinaus von den geistlichen Orden und dem Klerus beeinflusst.
Seit der Einrichtung der Berliner Universität im Jahre 1810 (nennt sich seit 1949 Humboldt-Universität) setzte sich auch international das Humboldtsche Modell der Einheit von Forschung und Lehre durch, das besagt, dass die Lehrkräfte zusätzlich zu ihrer Lehrtätigkeit auch Forschung betreiben sollen, damit das hohe Niveau der Lehre erhalten bleibt und den Studenten wissenschaftliche Qualifikationen besser vermittelt werden können.

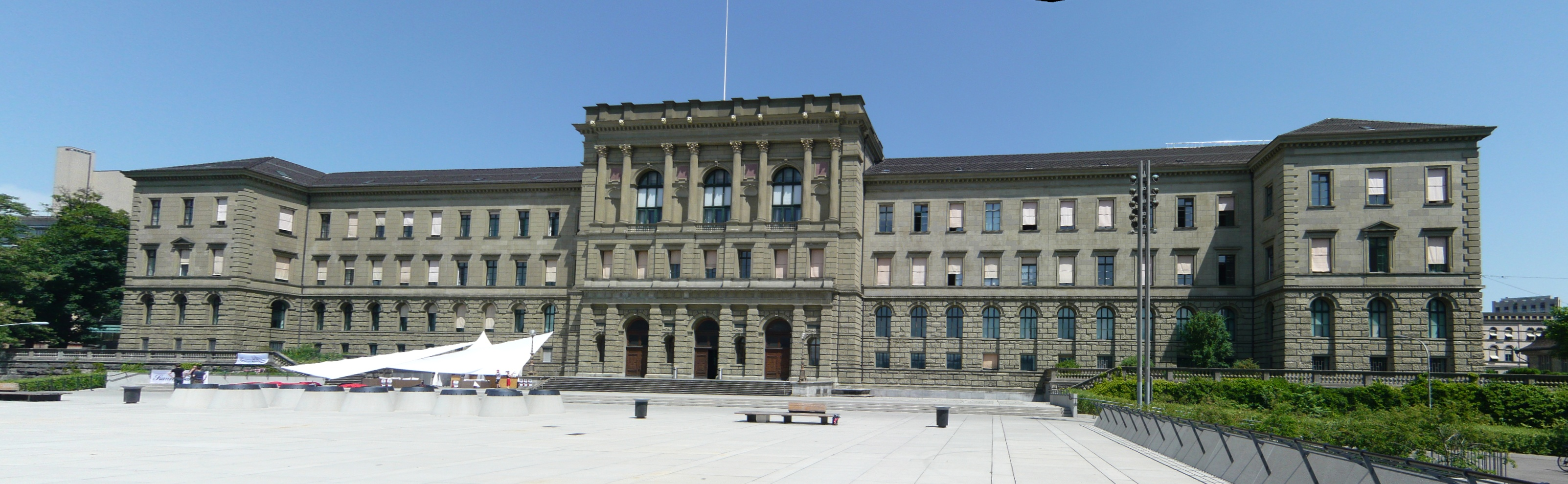
ETH Zürich

Einige Universitäten haben thematische Schwerpunkte wie Technik und stellen dies auch im Namen dar (Beispiel: RWTH Aachen). Einige Hochschulen wie die statusmäßig gleichgestellten Pädagogischen Hochschulen führen die Bezeichnung „university“ zur besseren Identifizierung im Untertitel, vor allem bei der internationalen Korrespondenz. Die früheren Hochschulen für Agrarwissenschaft und Forstwissenschaft wurden in der Regel mit klassischen Universitäten zusammengelegt, so dass diese Ingenieurstudiengänge heute an Universitäten angeboten werden.

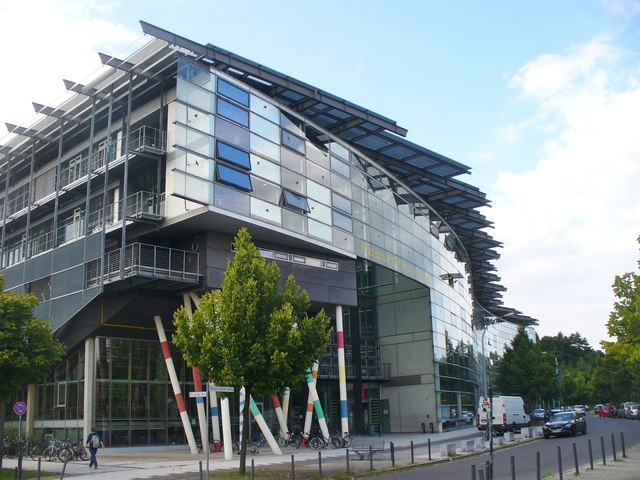
Filmuniversität Babelsberg

Kunsthochschulen sind künstlerische und künstlerisch-wissenschaftliche Hochschulen, die den Universitäten gleichgestellt sind. Darunter fallen neben den Kunsthochschulen im engeren Sinn, deren Fachbereiche die bildende Kunst, die visuelle Kommunikation und die Architektur umfassen, auch die Musikhochschulen, Hochschulen für Schauspielkunst und Filmhochschulen. Teilweise werden auch Sporthochschulen wie die Deutsche Sporthochschule Köln als „Sportuniversitäten“ bezeichnet.
Das Konzept der Gesamthochschule, das an mehreren Studienorten in Nordrhein-Westfalen und in Kassel (Hessen) umgesetzt wurde, sah eine Integration der Fachhochschul- und Universitäts-Studiengänge vor. Letzte Immatrikulationen waren zum Wintersemester 2005/2006 in Nordrhein-Westfalen möglich. Im Hochschulgesetz von Hessen ist als Zugangsvoraussetzung für die Bachelor- und Masterstudiengänge an Universitäten eine Immatrikulation mit Abitur oder Fachhochschulreife vorgesehen.

Eine Besonderheit ist das Prinzip der Fernuniversität, die ein Studium mit Hilfe von schriftlich an den Wohnort der Studenten zugestelltem Unterrichtsmaterial anbietet (im Gegensatz zur Präsenzuniversität). Dieses Angebot wird meist von Studenten genutzt, die bereits ein Studium absolviert haben, die Familie oder Kinder haben oder schon im Berufsleben stehen. Auch Strafgefangene können an der Fernuniversität studieren.

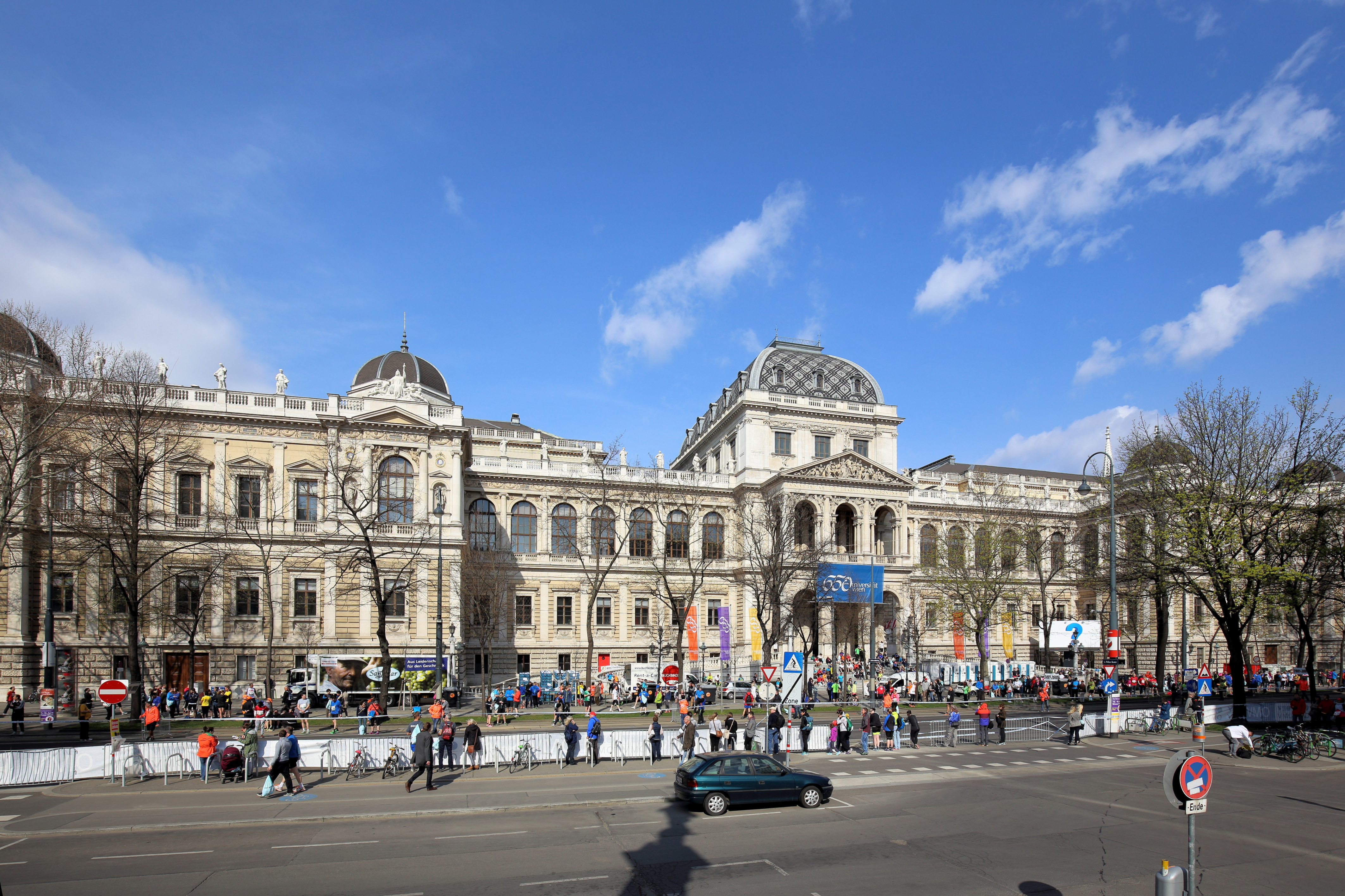
Universität Wien, gegründet 1365

Es gibt in Deutschland zwei Universitäten der Bundeswehr (UniBw), eine in München und eine in Hamburg. Der Großteil aller Offizieranwärter der Bundeswehr studiert an einer dieser Universitäten, die nahezu die gesamte Bandbreite der bei der Bundeswehr benötigten Studienrichtungen abdecken können. Das sind vor allem technische, aber auch wirtschafts- und organisationswissenschaftliche Fächer sowie Pädagogik. An der Universität der Bundeswehr in München können auch Fachhochschulabschlüsse erworben werden. Die Offizieranwärter des Sanitätsdiensts, die Medizin, Zahnmedizin, Tiermedizin oder Pharmazie studieren, besuchen reguläre zivile Universitäten (siehe auch Geschichte der ehemaligen Offiziershochschulen der DDR).
Für Deutschland neu ist auch das Konzept der Stiftungsuniversität, das bis 2005 an drei Universitäten in Niedersachsen (Göttingen, Lüneburg, Hildesheim) zumindest teilweise umgesetzt wurde. Grundgedanke ist dabei, der Universität ein Stiftungskapital zur Verfügung zu stellen, aus dessen Erträgen sich die Universität finanziert. Dies soll die Universitäten von staatlichen Zwängen befreien und flexibler in ihren Entscheidungen machen. Traditionell existiert dieses Modell bereits in den Vereinigten Staaten von Amerika. Die bekanntesten Universitäten verfügen dort über ein sehr großes Stiftungskapital, das vor allem aus eigenen Wirtschaftserträgen und Erbschaften sowie privaten Schenkungen resultiert.

Siegel der Universität Bologna

Zunehmend werden auch in Deutschland Privatuniversitäten gegründet. Kleinere Stiftungs- und Privatuniversitäten, wie sie traditionell im angloamerikanischen Raum existieren, haben gelegentlich mit dem Problem zu kämpfen, finanziell in zu starke Abhängigkeit von einem bestimmten Sponsor zu geraten. Zudem bilden die Studiengebühren eine weitere Finanzierungsquelle in erheblicher Höhe, was zu einer finanziellen Auslese unter den Studieninteressierten führen kann.
Bürgeruniversitäten und Kinderuniversitäten sind zeitlich begrenzte Veranstaltungen, die der Öffentlichkeitsarbeit einer Universität zuzurechnen sind. Sie sollen den Universitätsbetrieb für Kinder beziehungsweise Nicht-Akademiker transparent machen und für die Anliegen der Universitäten werben.
Die German University in Cairo (GUC) in Kairo/Ägypten ist das zurzeit weltweit größte von Deutschland unterstützte Projekt im Bildungsbereich. Zu Auslandsaktivitäten Deutschlands auf diesem Gebiet siehe auch Chinesisch-Deutsches Hochschulkolleg.
Historisch werden auch mittelalterliche Bildungseinrichtungen in außereuropäischen Ländern (in Afrika und Asien, dabei vor allem im islamischen Raum) als Universitäten bezeichnet, die nicht alle Merkmale einer europäischen Universität erfüllen (siehe auch Madrasa). Dabei ist vor allem die Verleihung akademischer Grade als speziell europäische Erfindung zu betrachten.
Bildungseinrichtungen der Antike, so zum Beispiel im antiken Ägypten und Griechenland oder im Römischen Reich, werden in der Regel nicht als Universitäten bezeichnet, obwohl entsprechende Begriffe auch damals üblich waren.

### Fächerkanon
Universitäten kennzeichnen sich grundsätzlich durch einen breiteren Fächerkanon. Dieses Merkmal betrifft vor allem die sogenannten „Massenuniversitäten“. Ziel ist, unter dem Dach einer institutionellen Einheit (unitas) die Vielfalt (diversitas) anzubieten. Typisch sind die klassischen, schon im Mittelalter eingeführten Fakultäten für Philosophie (Geisteswissenschaften, heute auch die philologischen und historischen Fächer), Medizin, Theologie und Rechtswissenschaften. Dazu kommen die Naturwissenschaften – die noch bis in das 19. Jahrhundert hinein als ein Teilgebiet der Philosophie gelehrt wurden, ebenso wie die Mathematik – sowie die Wirtschafts- und Sozialwissenschaften und weitere Arbeitsgebiete.

## Universitätswesen in Deutschland
„Die deutschen Universitäten sind das Licht der ganzen Welt.“

Nach dem Grundgesetz ist die Hochschulgesetzgebung grundsätzlich Sache der Länder. Dies entspricht, wenn man von der zentralistischen Zeit des Dritten Reichs oder der DDR absieht, auch der historischen Entwicklung in Deutschland. Fast alle alten Universitäten wurden von den Landesfürsten errichtet, die dazu allerdings ein Kaiserliches Privileg benötigten. Aus Gründen der Hochschulfinanzierung kam es jedoch auch zu rahmengesetzlichen Regelungen durch den Bund mit dem Hochschulrahmengesetz. Aufgrund der Föderalismusreform wird die Aufhebung des Hochschulrahmengesetzes angestrebt. Ansonsten müssen sich die Länder untereinander staatsvertraglich über gemeinsam gewollte oder nicht gewollte Sachverhalte verständigen, was in der Regel im Rahmen der Kultusministerkonferenz stattfindet. Auch dies hat historische Dimension: bereits 1654 trafen die evangelischen Reichsstände auf dem Reichstag zu Regensburg ein erstes Abkommen zur Eindämmung des damals ausufernden Pennalismus an den Universitäten. Das Grundgesetz wurde dahingehend geändert, dass Bund und Länder bei bestimmten Aufgaben zusammenarbeiten können.
 nach 1933 bis 1945

### Struktur

Bildungsgänge im deutschen Bildungssystem

In Deutschland sind die meisten Universitäten heute als rechtsfähige öffentlich-rechtliche Körperschaften organisiert und unterstehen der Aufsicht der Bundesländer. Zuständig ist das entsprechende Ministerium (beziehungsweise – in Stadtstaaten – der Senator) für Wissenschaft. Gesetzliche Grundlage für die Universitäten und die anderen Hochschulen eines Bundeslandes ist das Landeshochschulgesetz.
In der Schweiz sind die Kantone Träger der Universitäten und Hochschulen. Einzige Ausnahmen sind die Eidgenössische Technische Hochschule Zürich und die École polytechnique fédérale de Lausanne, die von der Schweizer Bundesregierung getragen werden.
Die an einer Universität Eingeschriebenen bezeichnet man als Studenten oder als Studierende. Die verschiedenen Arten von Lehrenden werden unter dem Oberbegriff Dozenten (oder Dozierende) zusammengefasst. Lehre und Forschung werden an einer Universität von den Professoren des entsprechenden Faches eigenverantwortlich geleitet.

#### Universitätsleitung
An der Spitze einer Universität steht ein Rektor (traditionelle Anrede: Magnifizenz) oder Präsident, der in der Regel selbst ein Universitätsprofessor ist. Er wird üblicherweise unterstützt von mehreren Prorektoren (traditionelle Anrede: Honorabilis) beziehungsweise Vizepräsidenten, mit besonderen Zuständigkeiten wie für Lehre oder Forschung. Der Leiter der Verwaltung wird in der Regel Kanzler genannt. Ein Kanzler einer Universität ist in der Regel ein Jurist oder ein Verwaltungsfachmann. Als wichtigstes Entscheidungsgremium fungiert der Senat, in dem Professoren, wissenschaftliche und nichtwissenschaftliche Mitarbeiter sowie teilweise auch Studenten ihren Sitz haben. Der Hochschulrat hat die Aufgabe eines Aufsichtsrates.
Für die Vertretung von Hochschulen gegenüber Politik und Öffentlichkeit gibt es auf Bundesebene die Hochschulrektorenkonferenz (HRK), für die Zusammenarbeit der Hochschulen auf Landesebene die Landesrektorenkonferenz (LRK). Dort wird die Universität vom Rektor oder Präsidenten vertreten.

#### Universitätsverwaltung
Zum Aufgabenbereich der Universitätsverwaltung gehören Angelegenheiten von Forschung, Lehre und Studium, von Haushalt, Personal und Recht, aber auch das Gebäudemanagement sowie der Arbeits- und Umweltschutz.
Ein Beispiel ist das Studierendensekretariat, das in einer Universität für die Verwaltung der Studenten zuständig ist. Hier immatrikulieren und exmatrikulieren sich die Studenten. Aufgrund der hier geführten Unterlagen ist das Sekretariat auch in der Lage, Studienbescheinigungen für die unterschiedlichsten Zwecke auszustellen. Für die Verwaltung der Prüfungsleistungen ist das Prüfungsamt zuständig.
Das Akademische Auslandsamt (AAA) ist der Ansprechpartner in allen Fragen bezüglich eines Studienaufenthalts im Ausland, diesbezüglicher Stipendien und der Anerkennung von Leistungsnachweisen. Akademische Auslandsämter prüfen auch für die jeweilige Hochschule die Hochschulzugangsberechtigung von internationalen Studenten und beraten sie bei ihrem Studium in Deutschland.

#### Fakultäten oder Fachbereiche
Universitäten gliedern sich in einzelne Fakultäten oder Fachbereiche, die von einem Dekan (traditionelle Anrede: Spektabilität) oder Fachbereichssprecher geleitet werden (siehe z. B. auch Medizinische Fakultät, Theologische Fakultät). Die Position des Dekans bzw. Sprechers wechselt meist zwischen den Professoren der Fakultät (siehe auch Fakultätsentwicklung). Fakultäten haben ein eigenes Siegelrecht und das Recht, akademische Prüfungen abzunehmen sowie daraufhin die entsprechenden akademischen Grade zu verleihen. Die Eigenständigkeit der Fakultäten geht bis auf das Mittelalter zurück, als die Universitäten aus eigenständigen Einheiten zusammenwuchsen.
Die Fakultäten können sich wiederum in Institute oder Seminare gliedern, die einzelne Fachgebiete in Lehre und Forschung vertreten. Sie werden von einem der dort lehrenden Professoren (zum Beispiel mit dem Titel Institutsdirektor) geleitet.
Die Forschung wird unterteilt in Grundlagenforschung und angewandte Forschung. Forschung wird gefördert und finanziert durch entsprechende Forschungsprogramme und -aufträge seitens des Bundeslandes, der DFG, sowie anderer Vereine und Stiftungen. Forschung findet aber auch im Auftrag von Unternehmen und anderen öffentlichen Einrichtungen statt. Vor allem Institute können durch angewandte Forschung (Drittmittelforschung) zur Finanzierung des Universitätsbetriebes beitragen und zusätzliche Möglichkeiten für die Studenten bieten. Auf der anderen Seite können Unternehmen durch die projektbezogene Vergabe von Forschungsaufträgen bei der praktischen Umsetzung unterstützt werden und somit davon profitieren. Aufgrund der Finanzierungsmöglichkeiten haben die Institute manchmal einen eigenen rechtlichen Status (siehe An-Institut).

#### Zentrale Einrichtungen

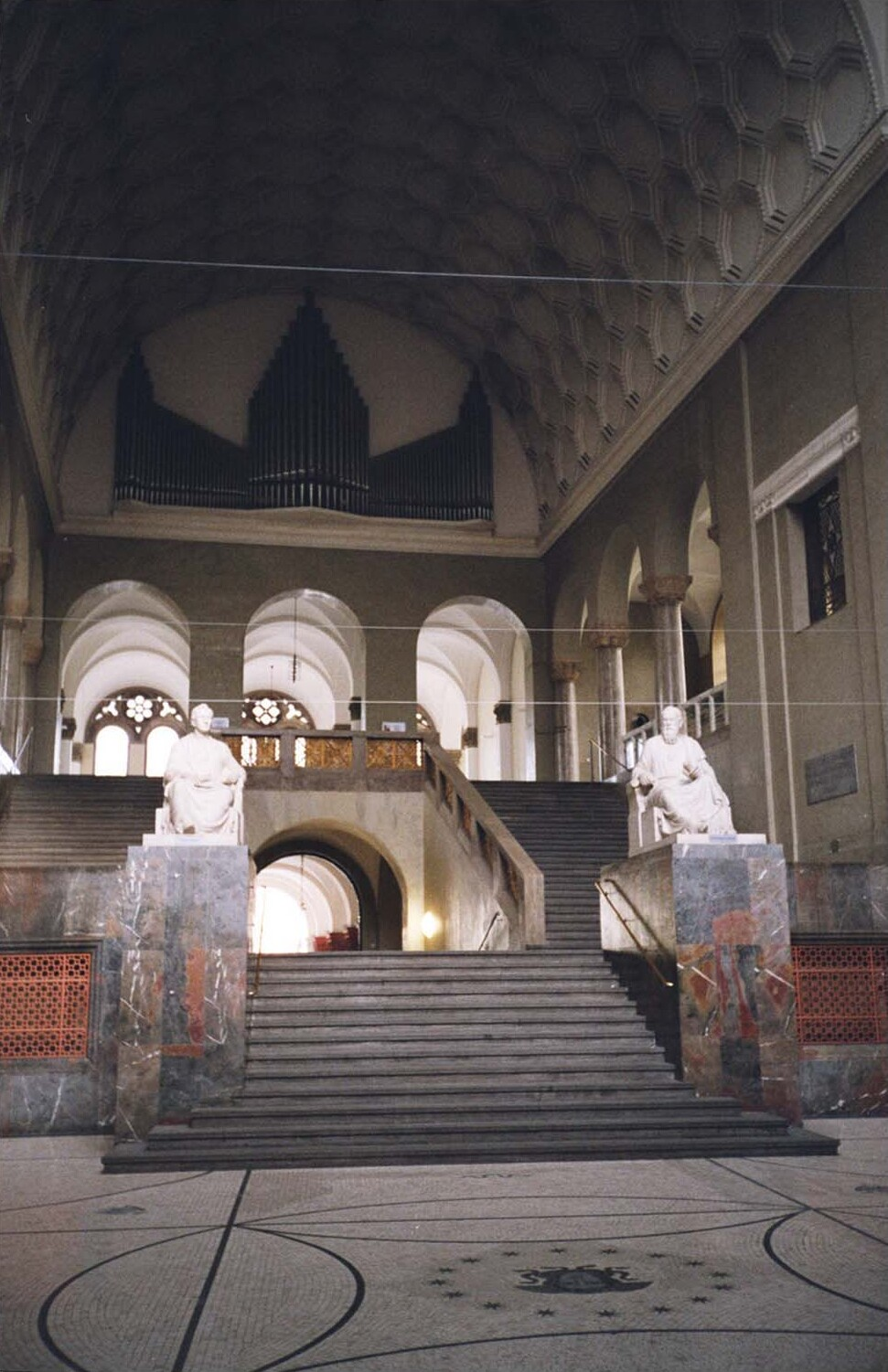
Treppenhaus im Hauptgebäude der Ludwig-Maximilians-Universität München

Zu jeder Universität gehören auch zentrale, fakultätsübergreifende Einrichtungen.
Wichtig für die wissenschaftliche Arbeit sind die Universitätsbibliotheken, die für die Sammlung und Bereithaltung der erforderlichen wissenschaftlichen Literatur zuständig sind. Dabei werden nicht nur Bücher (Monografien) beschafft, sondern auch wissenschaftliche Zeitschriften und Buchreihen abonniert (siehe auch Fachzeitschrift).
Das Universitätsrechenzentrum ist eine zentrale Einrichtung, die informationstechnische (IT) Infrastruktur (Hochschulnetz, Server etc.) bereitstellt und betreibt sowie IT-Dienstleistungen (E-Mail, Web-Services etc.) und Beratung erbringt. Auch Rechenzentren versorgen manchmal mehrere Hochschulen mit IT-Infrastrukturen.
Aufgrund der zunehmenden Nutzung von Online-Medien in Lehre und Forschung gewinnen diese beiden zentralen Einrichtungen weiter an Bedeutung. Sie kooperieren in überlappenden Aufgabenbereichen.
Das Sportzentrum einer Universität ist in der Regel nicht nur für die Forschung und Lehre im Bereich der Sportwissenschaften zuständig, sondern bietet darüber hinaus für Studenten aller Fakultäten Trainingsmöglichkeiten in den verschiedensten Disziplinen im Rahmen des Universitätssports an. An einigen Universitäten gibt es Universitäts-Sportclubs (USC).
Alle Universitäten mit medizinischer Fakultät haben ein Universitätsklinikum, was einen größeren Posten im Etat der jeweiligen Universität darstellt. Die Chefärzte der einzelnen Fachkliniken sind in der Regel Universitätsprofessoren.
Weitere Einrichtungen können zum Beispiel wissenschaftliche Zentren, Sonderforschungsbereiche, An-Institute, Laboratorien, Observatorien, Museen, Sammlungen oder botanische Gärten sein, die von einzelnen Fakultäten oder fakultätsübergreifend unterhalten werden.

#### Universitätsnahe Einrichtungen
Das Studentenwerk kümmert sich um die sozialen Belange der Studenten. So sorgen Studentenwerke für einen regelmäßigen preiswerten Mittagstisch, die so genannte Mensa (lat. für „Tisch“), betreiben Studentenwohnheime oder bieten Beratungen für Studenten an. In der Regel gibt es an einem Hochschulstandort ein Studentenwerk, das sich um die Studenten aller Universitäten und Hochschulen der Stadt (oder Region) kümmert.
An zahlreichen Orten gibt es neben der Universität auch eigenständige Forschungseinrichtungen, wie beispielsweise Max-Planck-Institute, Fraunhofer-Institute oder Leibniz-Institute.

### Akademischer Bildungsweg

#### Studienabschluss
Das Studium beginnt für den Studenten mit der Immatrikulation und endet mit der Exmatrikulation. Das Studienjahr ist in Deutschland in aller Regel in zwei Semester (Winter- und Sommersemester) unterteilt. Dazwischen liegt die Vorlesungsfreie Zeit, in welcher dennoch Arbeiten angefertigt und Prüfungen geschrieben werden, oder Semesterferien, die die Studierenden temporär von allen Verpflichtungen des Studiums befreien. An manchen Universitäten ist die Einteilung des akademischen Jahres in drei Trimester üblich (z. B. Universitäten der Bundeswehr). Grundsätzliche Voraussetzung für die Immatrikulation ist meistens die allgemeine oder fachgebundene Hochschulreife. Bei einigen Fächern (Medizin, Pharmazie, Tiermedizin und Zahnmedizin) bestehen bundesweite Zulassungsbeschränkungen (Numerus clausus) durch die Stiftung für Hochschulzulassung (SfH), andere Fächer können je nach Universität zulassungsbeschränkt sein. In diesem Fall muss der Studienbewerber eine Bewerbung bei der SfH oder der Hochschule einreichen.

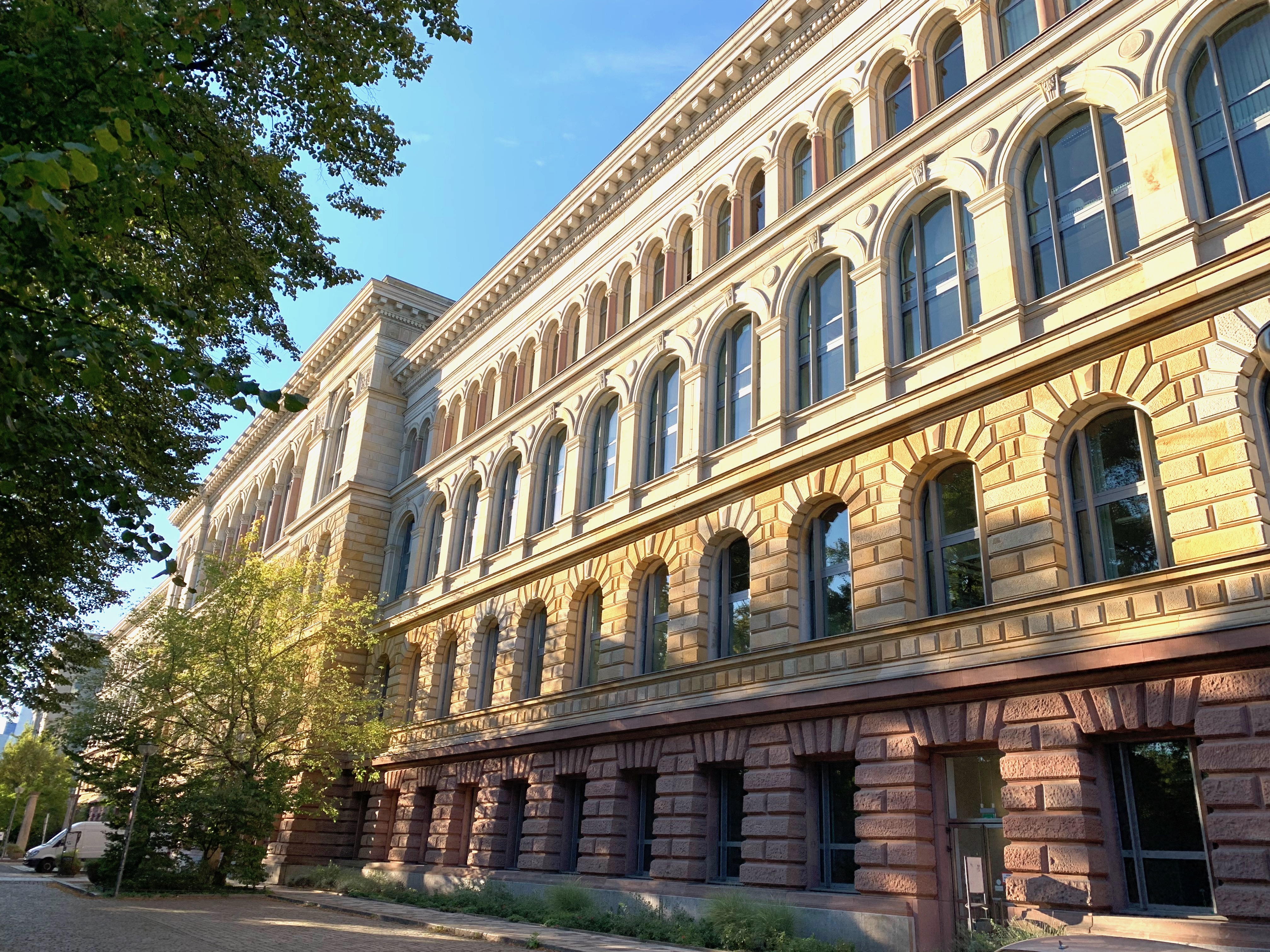
Die Königlich Technische Hochschule zu Berlin, heute TU Berlin, verlieh ab 1899 erstmals den Grad Doktor-Ingenieur (Dr.-Ing.)

Als wichtigste Lehrveranstaltungen der Universitäten gelten (zumindest theoretisch) die Vorlesungen, in denen ein Dozent mit akademischer Lehrbefugnis (Venia legendi) Lehrstoff aus seinem Fachgebiet, wenn möglich aus seinem Forschungsgebiet, vorträgt. Das können Professoren, aber auch Privatdozenten sein – Voraussetzung ist, dass der Dozent die venia legendi besitzt. Die Lehrinhalte werden in so genannten Seminaren oder Übungen praxisnah weiter vertieft. Diese Lehrveranstaltungen werden oft von Assistenten oder anderen Lehrbeauftragten geleitet. Hier ist auch die Mitarbeit der Studenten gefordert. In naturwissenschaftlichen Studiengängen werden beispielsweise Laborarbeiten durchgeführt, in den geisteswissenschaftlichen Fächern beteiligen sich die Studenten mit Referaten.
Nach der Hälfte des Studiums bzw. einem bestimmten Zeitabschnitt wird in einigen Studiengängen eine Zwischenprüfung abgelegt, die oft eine fakultätsspezifische Bezeichnung trägt. So legen Mediziner nach vier Semestern ihres regulären Studiums ihr Physikum ab, bevor sie mit dem Klinikum (acht weitere Semester) beginnen. Während des Studiums müssen in der Regel schriftliche und mündliche Prüfungen abgelegt sowie zum Ende des Studiums hin oft eine schriftliche Arbeit eingereicht werden, die nachweisen soll, dass der Student in der Lage ist, den Forschungsstand eines Teilbereiches der von ihm studierten Wissenschaft bzw. ein Spezialthema wiederzugeben und sich mit ihm auseinanderzusetzen, idealerweise eine aufgeworfene Fragestellung zu beantworten. Anders als bei der Dissertation wird nicht erwartet, dass der Kandidat einen wissenschaftlichen Fortschritt erzielt.
Nach dem erfolgreichen Studium bekommt der Student einen fakultätsspezifischen akademischen Grad verliehen, der berufsqualifizierend ist. Im Rahmen des Bologna-Prozesses wurden die meisten Diplom- und Magister-Studiengänge auf Bachelor- und Master-Studiengänge umgestellt, um eine europaweite Harmonisierung und Vergleichbarkeit der Abschlüsse zu gewährleisten. Bei Studiengängen, die auf den Staatsdienst vorbereiten (Rechtswissenschaften, Lehramt etc.) oder einer besonderen staatlichen Aufsicht unterliegen (Medizin, Pharmazie, Lebensmittelchemie etc.), wird ein Staatsexamen abgelegt. Theologen werden für die kirchliche Laufbahn durch das kirchliche Examen, dem Äquivalent zum Staatsexamen, qualifiziert. Das Staatsexamen berechtigt nicht zum Führen eines bestimmten Grades, wird allerdings in aller Regel als Ausgangspunkt für eine Promotion akzeptiert.

#### Doktorgrad

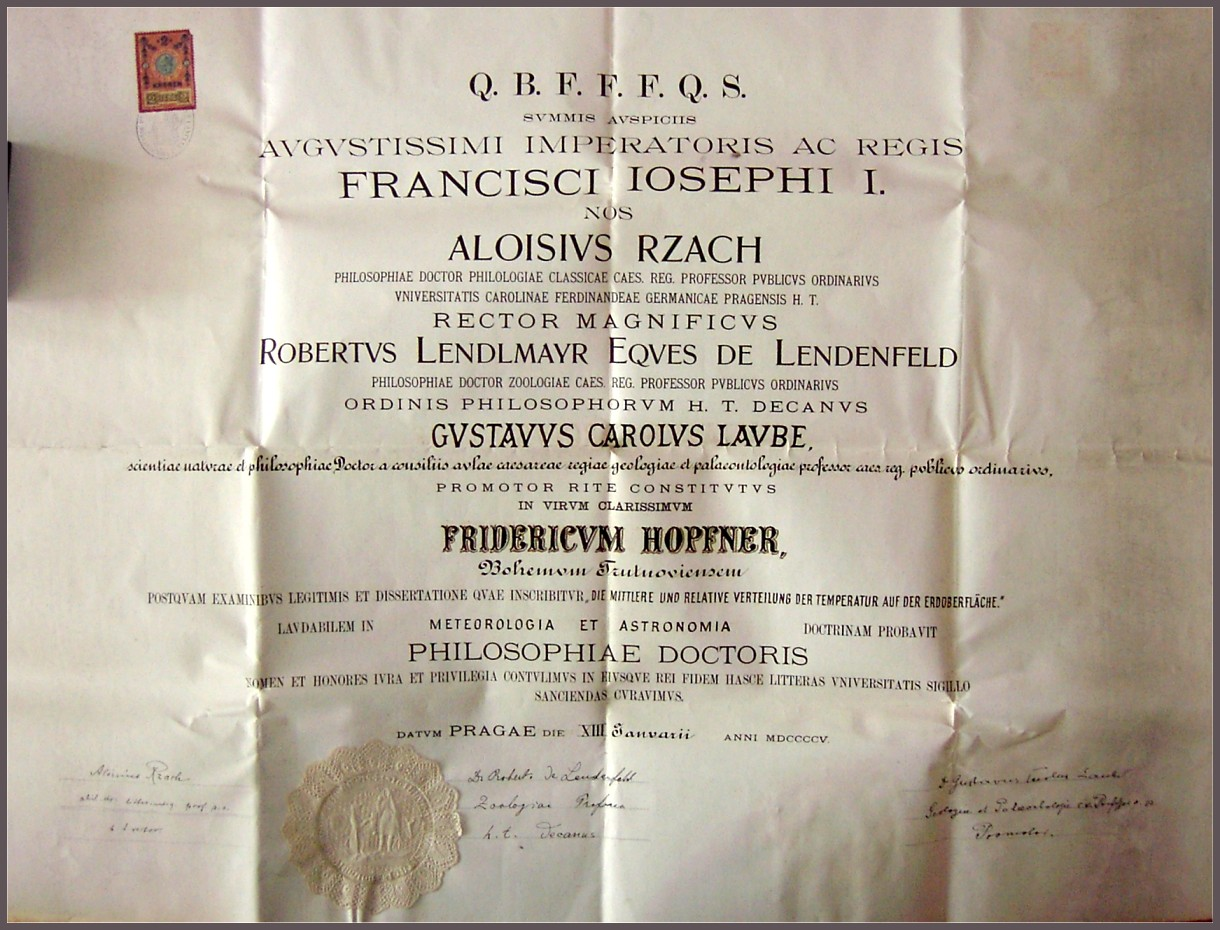
Promotionsurkunde der Universität Prag von 1905

Nach dem Examen kann ein Promotionsstudium begonnen werden, nach dessen Abschluss der Doktorand den Doktorgrad erwirbt, was in einigen Fakultäten für die Berufsqualifikation erwartet wird und in jedem Fall als der Nachweis „wissenschaftlicher Befähigung“ gilt. Dies sind vor allem die Geistes- und Naturwissenschaften sowie die Medizin. Der „Doktor“ ist der höchste akademische Grad. Die Promotion wird durch die Vorlage einer Dissertation, einer eigenständigen Forschungsarbeit, erlangt sowie durch das Bestehen eines Rigorosums und/oder einer wissenschaftlichen Disputation, in deren Verlauf der Doktorand meist seine Arbeit wissenschaftlich argumentativ verteidigen muss. Art und Ablauf dieses „mündlichen Verfahrens“ sind von Fach zu Fach und von Hochschule zu Hochschule zum Teil sehr unterschiedlich. Nach erfolgreichem Abschluss der letzten Prüfung gilt der Kandidat als promoviert und erhält sein Zeugnis mit der Note. Die Bezeichnung „Dr.“ darf man in Deutschland allerdings erst nach der Publikation der Doktorarbeit führen. Ein im Ausland erworbener Doktorgrad musste bis vor der Bologna-Reform „nostrifiziert“ werden, bevor er auch in Deutschland geführt werden durfte. Dies setzte eine gründliche Überprüfung der Gleichwertigkeit der Anforderungen durch das zuständige Kultusministerium voraus.

#### Professur
Nach der Promotion kann sich der Doktor auf die Habilitation vorbereiten. In der Regel bedeutet dies, dass vor allem eine weitere Qualifikationsschrift, die sogenannte Habilitationsschrift, angefertigt werden muss. Hierbei kann es sich um eine Monographie handeln. Sie kann aber auch aus mehreren Publikationen bestehen (kumulative Habilitation). Während der Erstellung dieser Schrift(en) ist der Habilitand in der Regel in der Position eines „wissenschaftlichen Mitarbeiters“ (nach TV-L 13 oder TVöD 13) beschäftigt. Häufig ist auch eine Anstellung bzw. Beamtung als „akademischer Rat auf Zeit“ (nach A13). Diese Position hat in einigen Bundesländern den „Hochschulassistenten“ (C1) ersetzt, der bundesweit mit der Reform der Dozentenbesoldung abgeschafft wurde.
Mit dem Abschluss der Habilitation wird der Titel eines Privatdozenten vergeben und die Venia Legendi verliehen. Dies ist die Erlaubnis, an einer Hochschule Vorlesungen zu halten und eigenständig Prüfungen abzunehmen. Angestrebt wird aber die Position als ordentlicher Professor, die nach einem bestimmten, recht aufwändigen Berufungsverfahren erfolgt. Eine Professorenstelle ist in Deutschland traditionell eine Beamtenposition und mit einer Einstellung in den Staatsdienst auf Lebenszeit verbunden. Mittlerweile ist es insbesondere bei Erstberufungen üblich, die Stelle zunächst nur befristet zu vergeben. Eine Entfristung nach Ablauf des vereinbarten Zeitraums erfolgt durch die zuständige Fakultät nach Feststellung der Bewährung (Tenure-Track).
Neuerdings gibt es auch die Einrichtung des Juniorprofessors, eine Position, die anstelle der Habilitation für eine Lebenszeitprofessur qualifizieren soll. Dies soll der Harmonisierung der akademischen Laufbahnen in der Welt dienen, da die meisten Länder außerhalb des deutschsprachigen Raums keine Habilitation kennen. Die Juniorprofessur wird aber kritisiert, da die Reform das entscheidende Problem – die mit dem Einschlagen einer akademischen Laufbahn verbundene berufliche Unsicherheit – nicht behebt: Auch der Juniorprofessor ist nur befristet beschäftigt und muss versuchen, nach spätestens sechs Jahren eine feste Anstellung zu erlangen. Daher streben inzwischen viele Juniorprofessoren auch die Habilitation an, um ihre Chancen auf eine Dauerstelle zu erhöhen.
In manchen künstlerisch orientierten Fachbereichen (zum Beispiel Kunst, Design, Architektur) wird eine Habilitation traditionell nicht als zwingende Voraussetzung für eine Professorenstelle betrachtet. Teilweise ist nicht einmal eine Promotion notwendig. Hier kann auch derjenige Lehrstuhlinhaber werden, der anstatt einer Promotion so genannte promotionsgleiche Leistungen nachweist. Hierzu zählt auch eine qualitativ hochwertige umfangreiche Publikationsliste. In den Ingenieurwissenschaften ist nach der Promotion Industrieerfahrung anstelle der Habilitation üblich.
Das Einschlagen der akademischen Laufbahn ist in Deutschland mit sehr hohen Risiken verbunden. Nach der Promotion – je nach Fach meist zwischen dem 26. und 33. Lebensjahr – muss man in der Regel weitere fünf oder sechs Jahre bis zur Habilitation einplanen. Da man nach der Reform des Hochschulrahmengesetzes faktisch nur noch zwölf Jahre lang befristet an einer Hochschule beschäftigt sein kann, bedeutet dies, dass man mit Anfang vierzig entweder eine feste Anstellung (also in der Regel eine Professur) hat – oder sich nun eine andere Anstellung – in der Regel in der Privatwirtschaft – suchen muss. Während es früher durchaus üblich war, dass ein weder lehrender noch forschender „Kustos“ eine Assistentenstelle über Jahrzehnte belegte, leidet heute fast der gesamte „akademische Mittelbau“ in Deutschland unter einem enormen Konkurrenzdruck und einer erheblichen Existenzangst, da eine Vielzahl der Dozenten (und sogar manch ein Professor) nur mit einer befristeten Stelle ausgestattet ist.
Dieser Konkurrenzdruck resultiert zumeist daraus, dass der wissenschaftliche Arbeitsmarkt spezifischen Arbeitsmarktkonjunkturen unterliegt und somit in enger Wechselwirkung mit gesellschaftlichen Rahmenbedingungen steht. Aktuell von Bedeutung sind dabei vor allem Kürzungen staatlicher Gelder, die Konstruktion eines Bedeutungsverlusts in bestimmten Fächern (etwa den Sozialwissenschaften), die in den letzten Jahrzehnten steigenden Zahlen von Habilitationen und die mit den hochschulpolitischen Entwicklungen der letzten Jahre einhergehenden thematischen Fokussierungen in der Lehre und Forschung.

### Steuerrechtlicher Status
Die meisten Universitäten sind Körperschaften, jedoch wegen ihrer anerkannt gemeinnützigen Funktion grundsätzlich von der Körperschaftsteuer befreit (Körperschaften des öffentlichen Rechts). Soweit sie allerdings von Dritten Gelder erhalten, um Forschungstätigkeiten in deren Auftrag zu erledigen, ist der Charakter der Gemeinnützigkeit partiell durchbrochen, sofern die Forschungsergebnisse nur dem Auftraggeber zugänglich gemacht werden. Die Ergebnisse dienen damit nicht mehr unmittelbar dem Allgemeinwohl. Eventuelle Gewinne, die hierdurch erwirtschaftet werden, sind körperschaftsteuerpflichtig. Gewerbesteuerpflicht besteht gemäß § 3 Nr. 30 GewStG zwar nicht; die Leistung ist, gemäß dem Umsatzsteuergesetz, jedoch mit dem vollen Umsatzsteuersatz zu versteuern. Daneben gibt es auch Universitäten in Trägerschaft einer Stiftung öffentlichen Rechts.

### Studiengebühren
Das Hochschulrahmengesetz (HRG) des Bundes schloss seit 2002 allgemeine Studiengebühren in Deutschland aus. Das Bundesverfassungsgericht gab der Klage einiger unionsgeführten Bundesländer, die darin einen unzulässigen Eingriff des Bundes in die Gesetzgebungskompetenz der Länder im Kultusbereich sahen, am 26. Januar 2005 recht.
Im Zuge dessen begannen 2006 auch die staatlichen Universitäten in manchen Bundesländern mit der Einführung von Studiengebühren. Die Höhe belief sich dabei meist auf etwa 500 Euro pro Semester. Das Thema Studiengebühren ist heftig umstritten und war Gegenstand von Studentenprotesten, sodass allgemeine Studiengebühren bundesweit von 2008 (Hessen) bis 2014 (Niedersachsen) wieder abgeschafft wurden.

## Private Universitäten

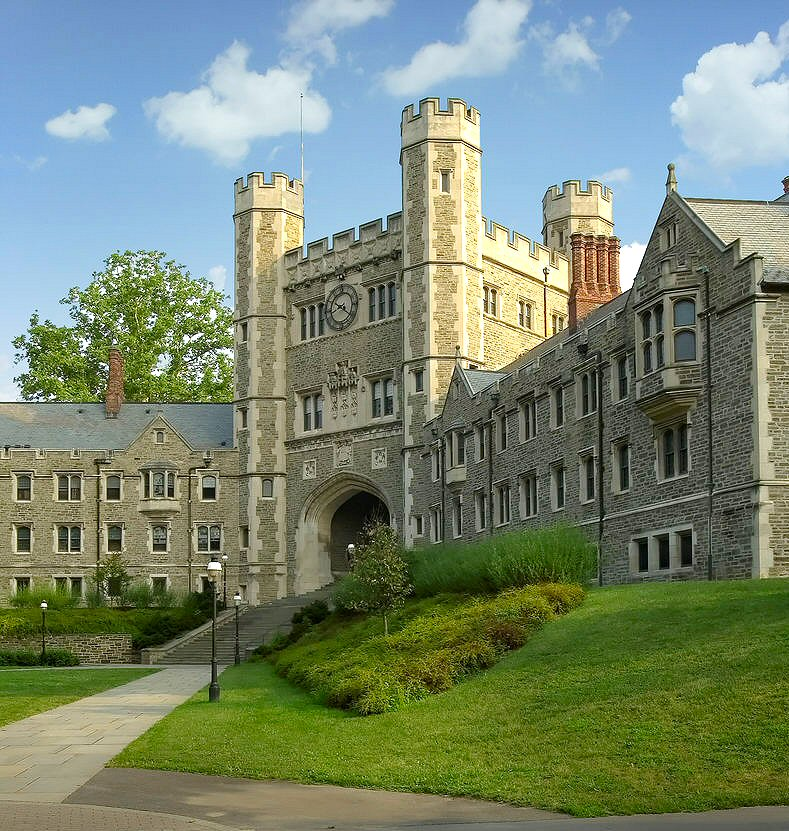
Die Princeton University in den Vereinigten Staaten ist seit ihrer Gründung (1746) privatrechtlich organisiert

Vor allem in den Vereinigten Staaten hat die Privatuniversität als Bildungsinstitution eine hohe Geltung und Bedeutung im wissenschaftlichen sowie auch gesellschaftlichen Bereich. Somit sind unter den ältesten und renommiertesten Universitäten des Landes die größte Anzahl privatrechtlich organisiert. Das bedeutet, dass sie die Finanzierung, aber auch die Auswahl von Studenten, Lehrkörper oder Unterrichtsfächern in vollem Maße selbstständig unternommen wird und die Universität vom Staat komplett unabhängig agiert. Weil sich der Jahresetat dieser Institutionen allerdings nur zu einem Teil aus Steuergeldern speist, sind private amerikanische Universitäten heute auf hohe Studiengebühren der Studenten oder Donationen vonseiten der Zivilgesellschaft angewiesen. Zu den berühmtesten amerikanischen Universitäten dieser Art gehören die Harvard University in Cambridge bei Boston, die Yale University in New Haven sowie die Princeton University in Princeton.
Jedoch gibt es auch in Deutschland einige private Hochschulen, die den Titel Universität tragen. Der Begriff Universität ist in Deutschland geschützt. Nur (die in der Regel staatlichen) Universitäten und ihnen statusmäßig gleichgestellten Hochschulen wie die Medizinischen oder Pädagogischen Hochschulen besitzen in Deutschland ein uneingeschränktes Promotions- und Habilitationsrecht. Nur ihnen ist es außerdem erlaubt, die Doktor- oder Professoren-Würde zu verleihen („Promotionsrecht“). Der Titel Universität wird dementsprechend vom zuständigen Ministerium verliehen und orientiert sich an strengen Akkreditierungsrichtlinien, die zumeist nur staatliche Hochschulen erfüllen. Zu den Privatuniversitäten gehören die EBS Universität für Wirtschaft und Recht, die Universität Witten/Herdecke, die WHU – Otto Beisheim School of Management, die Constructor University in Bremen sowie die Zeppelin Universität in Friedrichshafen. Die meisten anderen privaten Bildungsinstitutionen tragen lediglich den Titel Fachhochschule, Kunst- und Musikhochschule oder Private Hochschule.
In Frankreich können die renommierten Grandes écoles grundsätzlich sowohl privat- als auch öffentlich-rechtlich organisiert sein. Dennoch sind die prestigeträchtigsten Institute darunter, wie etwa die École Normale Supérieure (ENS) oder die École des hautes études en sciences sociales (EHESS) öffentlich-rechtlich aufgestellt. Diverse Ausnahmen bilden dabei die Wirtschaftshochschulen, welche teilweise halbprivate Rechtsorgane sind und auch eine Verbindung zu den lokalen Handelskammern haben, das berühmte Beispiel darunter bildet hierbei die HEC Paris.

## Die ältesten Universitäten

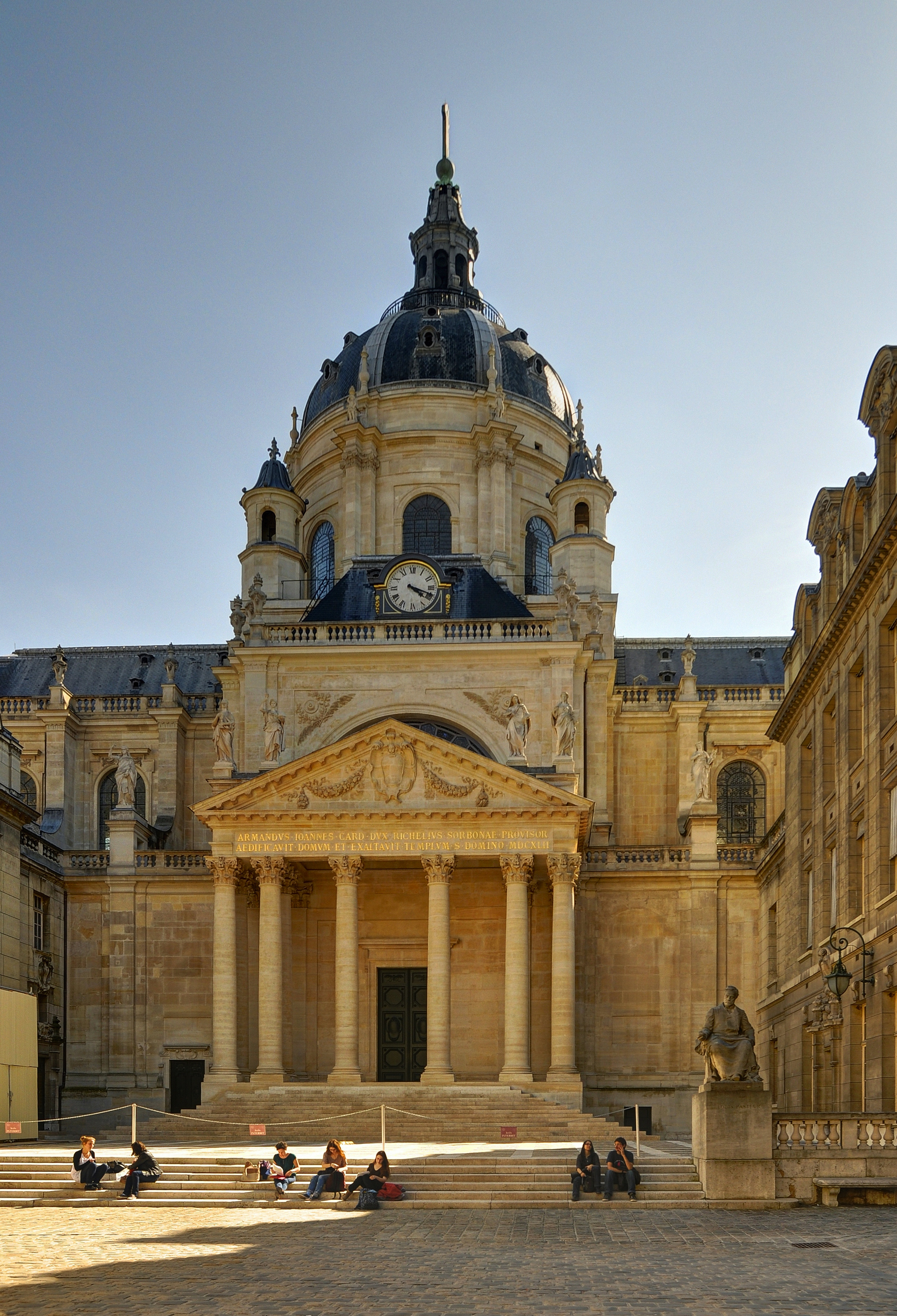
Die Sorbonne-Universität in Paris war bis zu ihrer Neugliederung in den 1960er Jahren die älteste Universität Frankreichs

- 10. Jahrhundert: Universität Parma, Parma
- 10. Jahrhundert: Schule von Salerno, Salerno
- 1088: Universität Bologna, Bologna
- um 1096: Universität Oxford, Oxford
- 1175: Universität Modena, Modena
- um 1200: Universität von Paris, Paris
- um 1209: Universität Cambridge, Cambridge
- 1218: Universität Salamanca, Salamanca
- 1222: Universität Padua, Padua
- 1224: Universität Federico II, Neapel
- 1229: Universität Toulouse, Toulouse
- 1240: Universität Siena, Siena
- 1254: Universität Sevilla, Sevilla
- 1276: Universität Perugia, Perugia
- 1289: Universität Montpellier, Montpellier
- 1290: Universität Coimbra, Coimbra
- 1290: Universität Lissabon, Lissabon
- 1297: Universität Lleida, Lleida
- 1303: Universität La Sapienza, Rom
- 1321: Universität Florenz, Florenz
- 1336: Universität Camerino, Camerino
- 1339: Universität Grenoble, Grenoble
- 1343: Universität Pisa, Pisa
- 1346: Universität Valladolid, Valladolid
- 1348: Karls-Universität, Prag
- 1361: Universität Pavia, Pavia
- 1364: Jagiellonen-Universität, Krakau
- 1365: Universität Wien, Wien
- 1367: Universität Fünfkirchen, Fünfkirchen (heute: Pécs)
- 1379: Universität Erfurt, Erfurt
- 1386: Universität Heidelberg, Heidelberg
- 1388: Universität zu Köln, Köln
- 1391: Universität Ferrara, Ferrara
- 1402: Universität Würzburg, Würzburg
- 1409: Universität Leipzig, Leipzig
- 1413: Universität St Andrews, St Andrews
- 1419: Universität Rostock, Rostock
- 1425: Universität Löwen, Löwen
- 1431: Universität Poitiers, Poitiers
- 1434: Universität Catania, Catania
- 1450: Universität Barcelona, Barcelona
- 1451: Universität Glasgow, Glasgow
- 1453: Universität Istanbul, Istanbul
- 1456: Universität Greifswald, Greifswald
- 1457: Universität Freiburg, Freiburg im Breisgau
- 1460: Universität Basel, Basel
- 1465: Universitas Istropolitana, Pressburg (heute: Bratislava)
- 1472: Universität Ingolstadt, Ingolstadt
- 1473: Universität Trier, Trier
- 1477: Universität Mainz, Mainz
- 1477: Universität Uppsala, Uppsala
- 1477: Universität Tübingen[17], Tübingen
- 1479: Universität Kopenhagen, Kopenhagen
- 1495: Universität Aberdeen, Aberdeen
- 1495: Universität Santiago de Compostela, Santiago de Compostela
- 1499: Universität Madrid, Madrid

## Listen von Universitäten
- Liste der Hochschulen in Deutschland
- Liste der Listen von Universitäten